# Roland Stauder
Pour les articles homonymes, voir Stauder.
Roland Stauder, né le 1er mai 1972, est un coureur cycliste italien spécialiste du VTT cross-country marathon.

## Biographie
Le plus grand résultat de sa carrière a lieu en 2004 lorsqu'il remporte la médaille d'argent du cross-country marathon aux championnats d'Europe de Wałbrzych. Dans cette compétition, seul le Français Thomas Dietsch l'a précédé. 
Lors de la saison 2006, il termine troisième du classement général de la Coupe du monde de cross-country marathon derrière le Colombien Héctor Páez et Thomas Dietsch. Il est monté deux fois sur un podium lors d'une manche de la Coupe du monde, mais sans obtenir de succès. Il a également couru sur route, mais sans résultats notables.
Après sa carrière, il organise des compétitions de VTT.

## Palmarès en VTT

### Championnats du monde
- Bad Goisern am Hallstättersee 2004
  - 15e du cross-country marathon
- Verviers 2007
  - 23e du cross-country marathon

### Coupe du monde
- Coupe du monde de cross-country marathon
  - 2005 : un podium
  - 2006 : 3e du classement général, un podium
  - 2008 : 10e du classement général

### Championnats d'Europe
- Wałbrzych 2004
  -  Médaillé d'argent du cross-country marathon
- Tambre 2006
  - 4e du cross-country marathon